# Авилес, Томас
Тома́с Агусти́н Авиле́с Манси́лья (исп. Tomás Agustín Avilés Mancilla; Рио-Гальегос, Аргентина) — чилийский и аргентинский футболист, защитник американского клуба «Интер Майами».

## Клубная карьера
Авилес — воспитанник клуба «Расинг». 27 февраля 2023 года в матче против «Лануса» он дебютировал в аргентинской Примере.
1 августа 2023 года Авилес перешёл в клуб MLS «Интер Майами», подписав контракт до конца сезона 2026 с опциями продления на сезоны 2027 и 2028. За «Интер Майами» он дебютировал 23 августа в матче полуфинала Открытого кубка США 2023 против «Цинциннати».

## Международная карьера
В 2023 году в составе молодёжной сборной Чили Авилес принял участие в молодёжном чемпионате Южной Америки в Колумбии. На турнире он сыграл в матчах против сборных Венесуэлы, Эквадора и Уругвая. В том же году Авилес принял участие в домашнем молодёжном чемпионате мира. На турнире он сыграл в матчах против команд Узбекистана и Гватемалы.